# Selmy Accilien
Selmy Accilien, né le 24 décembre 1992 à Gros-Morne (Haïti), est un poète haïtien.

## Biographie
Selmy Accilien a fait ses études primaires à Port-au-Prince et ses études secondaires aux Gonaïves. Dans la même ville, il a étudié la psychologie à l'université Joseph Claude Bernard et à Cornerstone Christian university (CCU) (2017-2021), et les études pédagogiques & Administration scolaire à l'école supérieure Isaac Newton (ESIN). Il enseigne la philosophie, la psychologie, la littérature et la langue française dans plusieurs collèges de sa ville.
Ses livres sont publiés en créole haïtien et en français en France et en Haïti.
Militant de la culture, Selmy est très impliqué dans les activités Littéraires entre Haïti et la France. Ce qui lui amène à être membre influent de la collection littéraire Haïti recto verso et membre du cercle Amélie Murat après avoir remporté l'édition 2022 du Prix Amélie pour son livre " Un printemps qui finit à mes pieds". Il participe à plusieurs ouvrages : Anthologie de la poésie africaine et afro-descendante francophone du 21e siècle d'Albert Aoussine, Nous sommes tous des Africains de Snayder P. Louis, Des mots pour nourrir la vie, Éveil de la colombe etc.
Fondateur du groupe « Des fleurs et des poèmes », cofondateur des  « Éditions de la rosée » et Co-fondateur des 《 Editions Recto verso 》
Il a participé en 2014 à Livres en folie avec son livre Vag yo pran egzil. Il continue de travailler avec les éditions de la Rosée afin d'encadrer des jeunes auteurs. Selmy est fondateur du groupe de poètes « Des fleurs et des poèmes » en 2017.

## Formations académiques
- Psychologie
- Administration Scolaire
- Pédagogie

## Distinctions
- Prix Poésie en Liberté 2018
- Prix Amélie-Murat 2022, https://www.babelio.com/prix/112/Amelie-Murat

## Œuvres
- 2012 : Passion du silence.
- 2014 : Vag yo pran egzil, éditions des Vagues, Port-au-Prince.
- 2016 : Sur la tige de l'amour, éditions du Pont de l'Europe, France[2].
- 2017 : Et tu m'as dit, éditions du Pont de l'Europe, France[3].
- 2018 : Des mots pour nourrir la vie, éditions De fleurs et de poèmes, ouvrages collectifs.
- 2019 : Ti koze bò lanmè, édition de la Rosée
- Des mots sur le rivagehttps://livre.fnac.com/a17571188/Selmy-Accilien-Des-mots-sur-le-rivage[4],[5].
- 2021 : Un printemps qui finit à mes pieds, éditions du Pont de l'Europe[6],[7].

- Prix Amélie Murat 2022 - https://lenouvelliste.com/article/235650/le-prix-amelie-murat-2022-decerne-a-selmy-accilien

https://lenational.org/post_article.php?cul=450#:~:text=Une%20nouvelle%20fen%C3%AAtre%20s'ouvre,avec%20la%20po%C3%A9tesse%20H%C3%A9l%C3%A8ne%20Miguet.